# 棕櫚群島

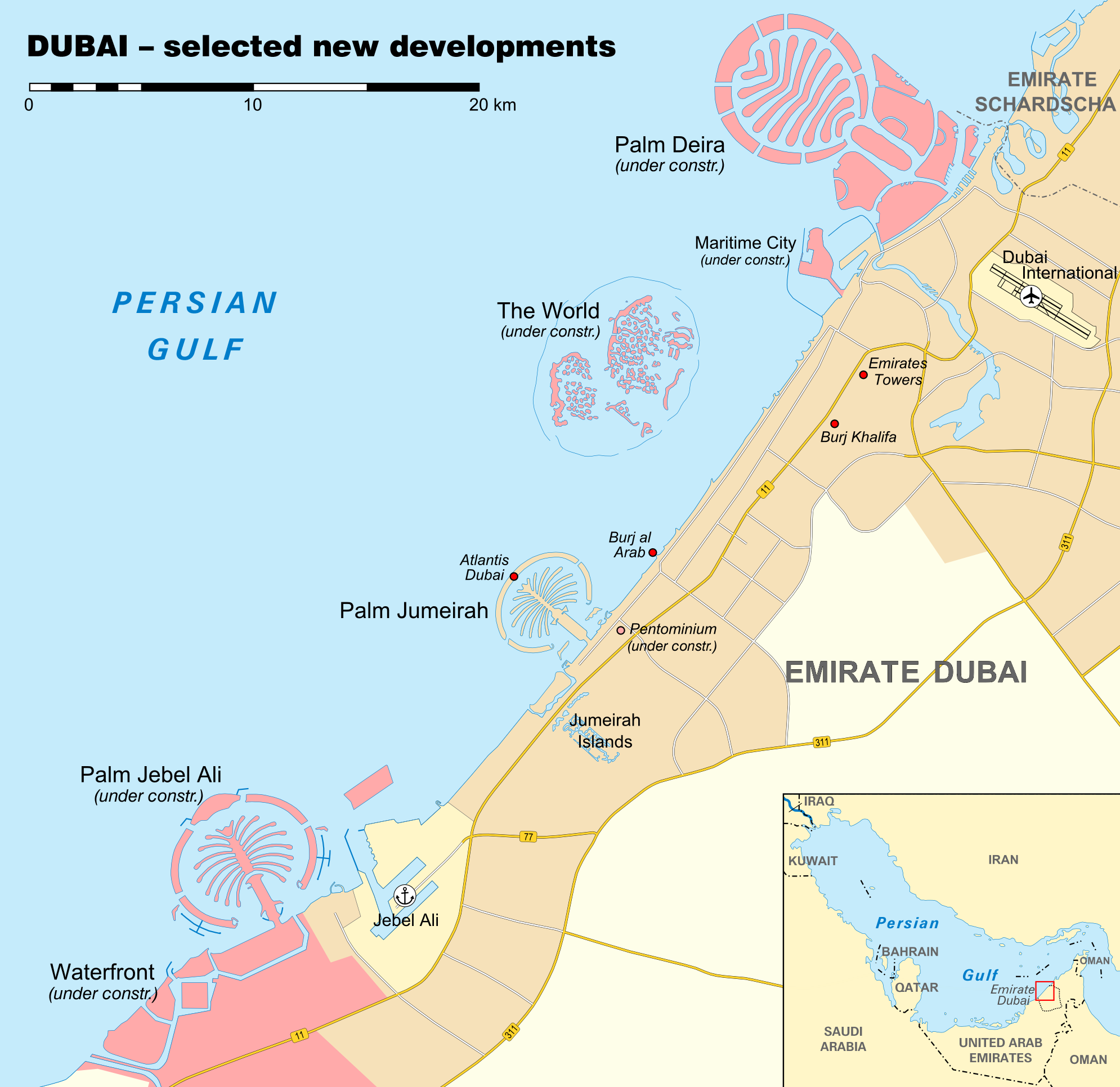
迪拜人工島规划（2008年）由上至下分別為德拉島、世界群島、朱美拉棕櫚島和傑貝勒阿里棕櫚島（红色表示未完成）

棕櫚群島（阿拉伯语：‎）是位於阿拉伯聯合大公國杜拜的三座大型人工群島，分別為朱美拉、傑貝阿里以及德拉棕櫚島，由荷蘭的Nakheel公司承建。每個島均呈棕櫚樹的形狀，再由一彎月形包圍，島上設置住宅區及度假區。此計劃是因為杜拜海岸邊的大陸架廣闊，波斯灣水深相當淺，才得以進行如此大型的填海工程。
朱美拉棕櫚島於2006年完工，傑貝阿里棕櫚島目前仅完成填海造陆。德拉棕櫚島在填海造陆过程中改变了最初设计。

## 朱美拉棕櫚島

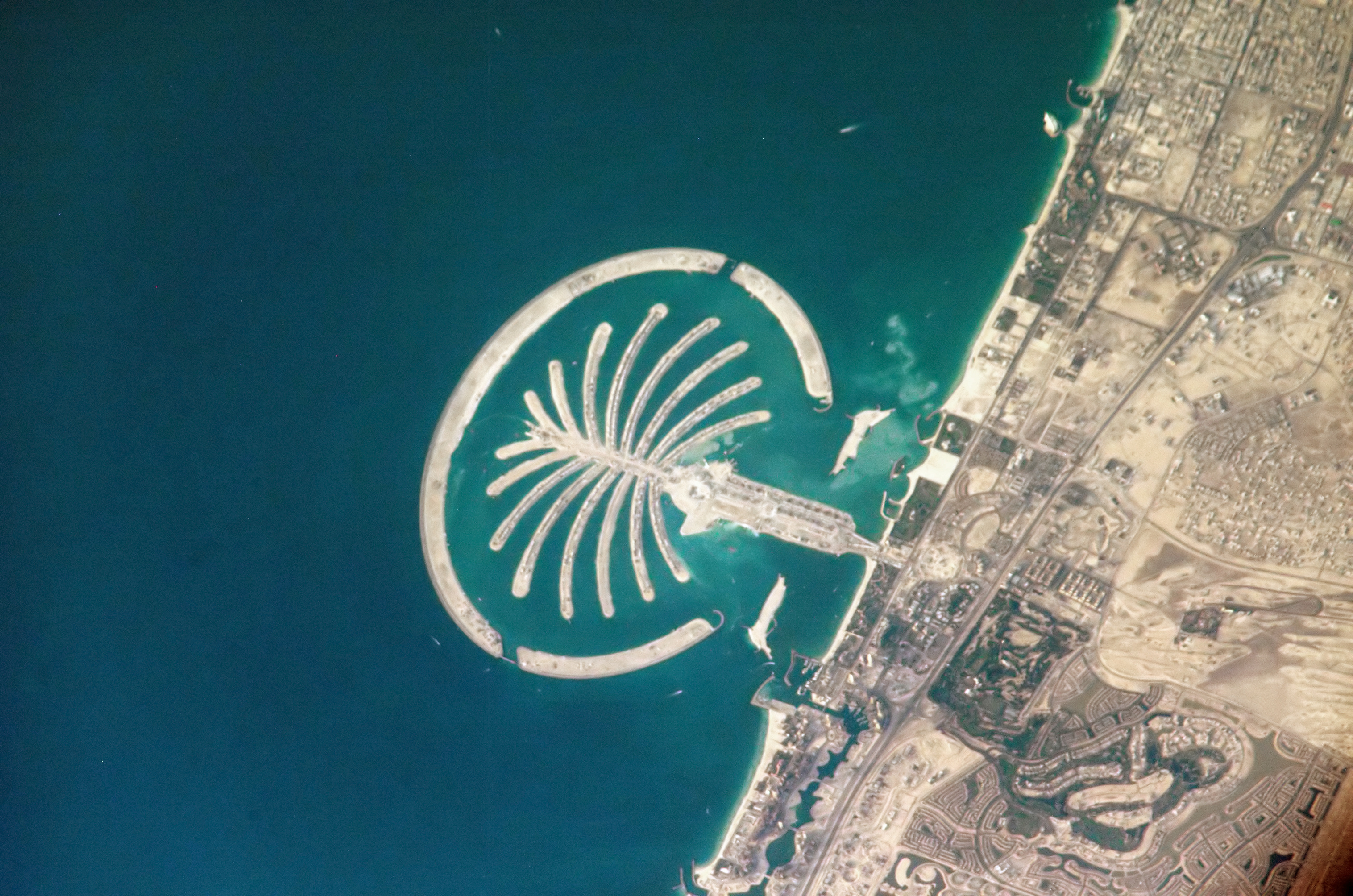
自國際太空站拍攝的朱美拉棕櫚島

朱美拉棕櫚島（Palm Jumeirah）於2001年6月動工，於2005年底至2006年初竣工。在朱美拉棕櫚島上計劃興建三所五星級主題旅館，仿照沖繩、巴西、威尼斯三地的景觀於新月島上建立。
2007年10月初，朱美拉棕櫚島已经成为世界上最大的人工岛。同时已有500户家庭入住该岛。2008年11月20日，位于岛上的耗资约15亿美元的全球最豪华酒店亞特蘭提斯酒店正式开张。

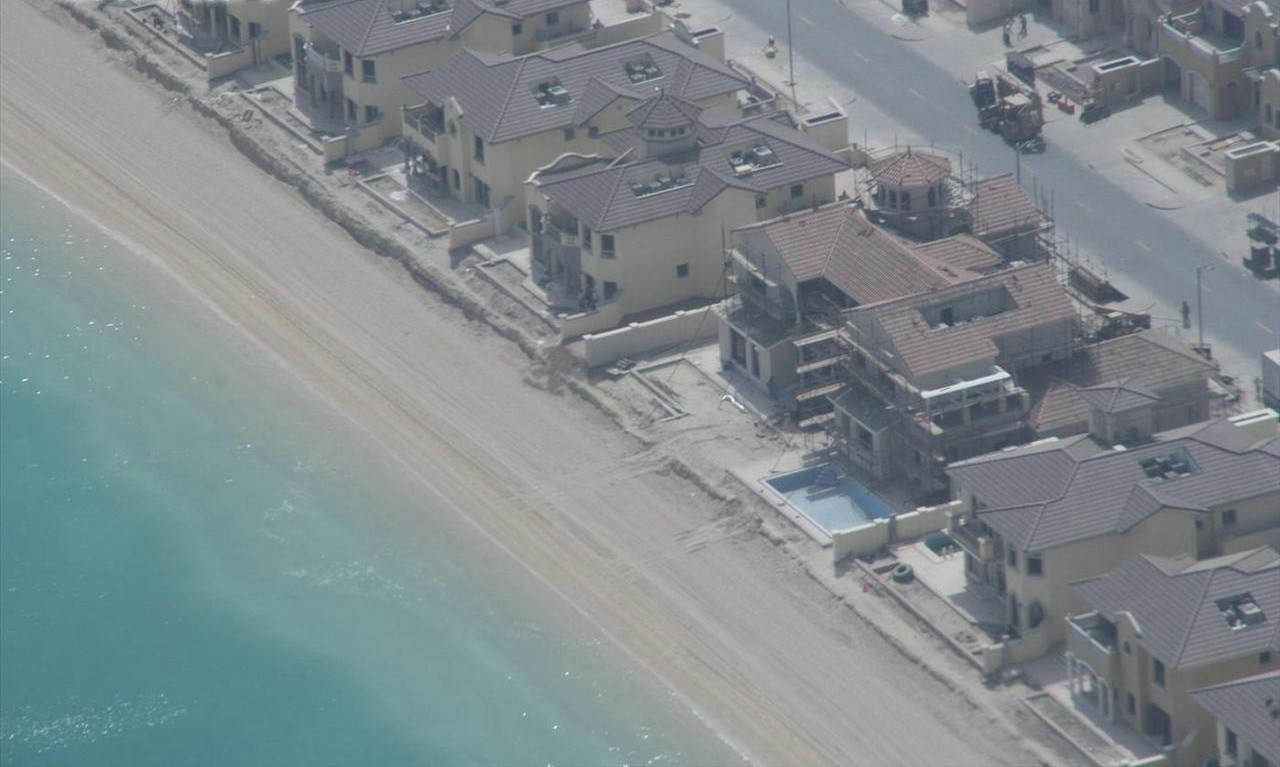
島上的住宅
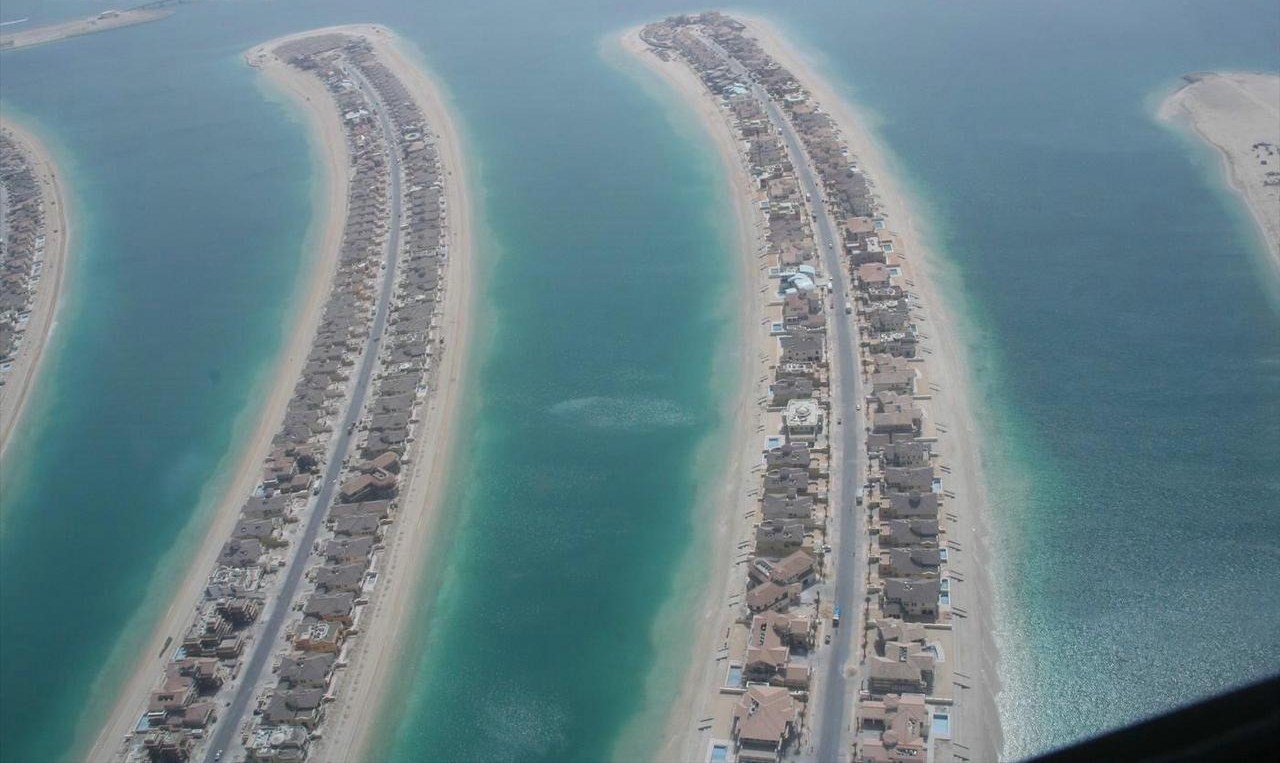
住宅區
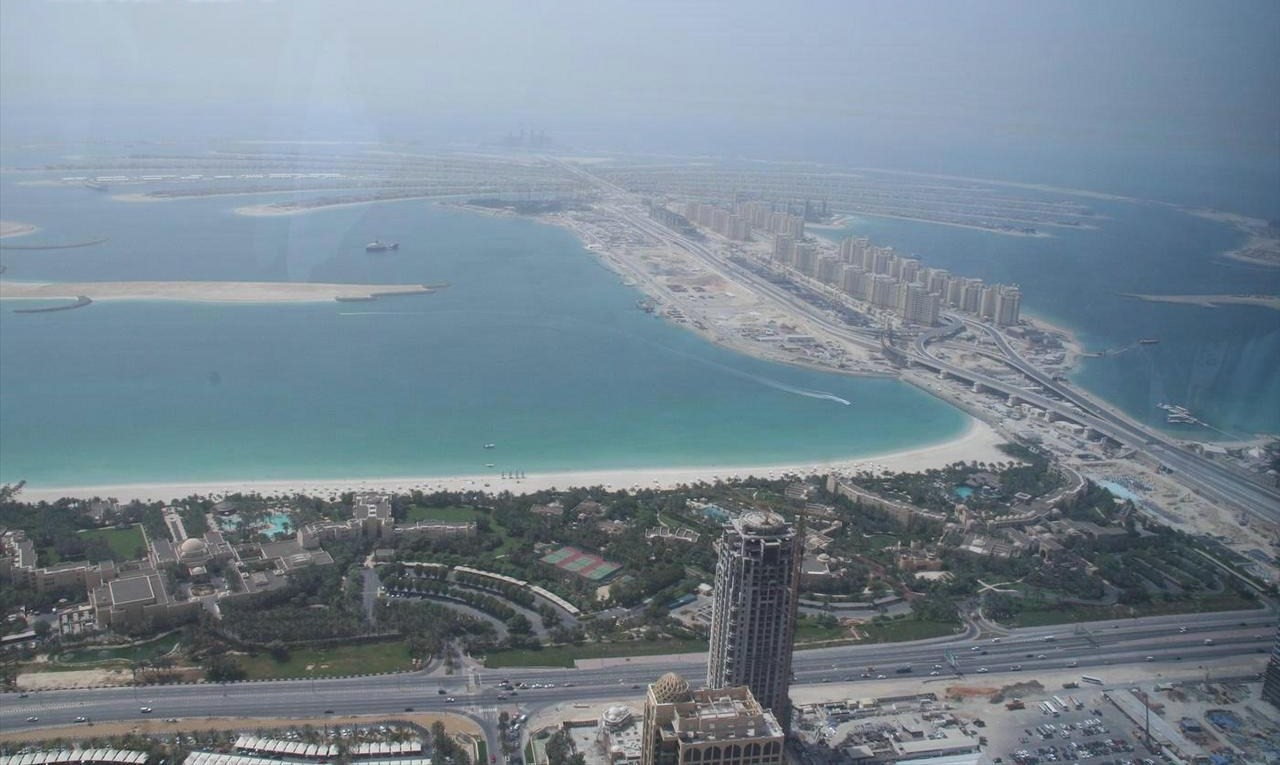
座標：25°06′28″N 55°08′15″E / 25.10778°N 55.13750°E
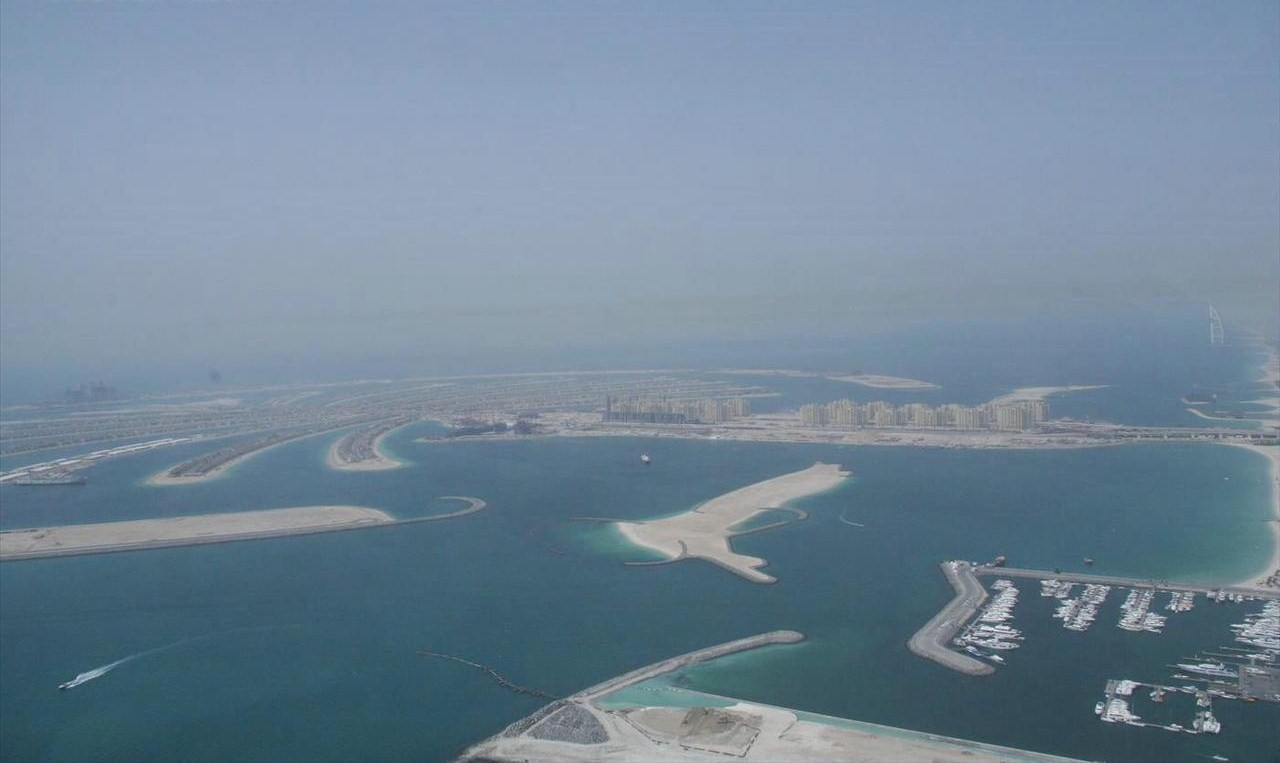
2007年5月1日

## 傑貝阿里棕櫚島

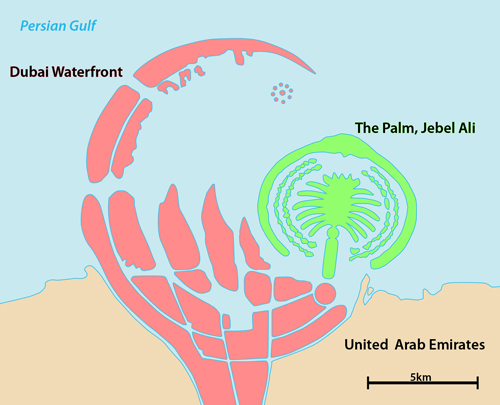
杜拜濱水城區（粉紅）與傑貝勒阿里棕櫚島（綠）

傑貝阿里棕櫚島（Palm Jebel Ali）於2002年10月動工。由于承建商Nakheel公司的经济原因，项目2009年停工。該島「棕櫚樹」的「葉端」為排成阿拉伯文詩句的木板路，內容翻譯如下：
| 智慧要向賢者請教 有遠見者才能水上行文 騎馬者非盡為騎士 偉人勇於面對更大挑戰 |

- 座標：25°00′14″N 54°59′02″E / 25.00389°N 54.98389°E

## 圖片集

### 朱美拉棕櫚島
- 島上的住宅
- 住宅區
- 2007年5月1日
- 2007年5月1日

### 傑貝勒阿里棕櫚島

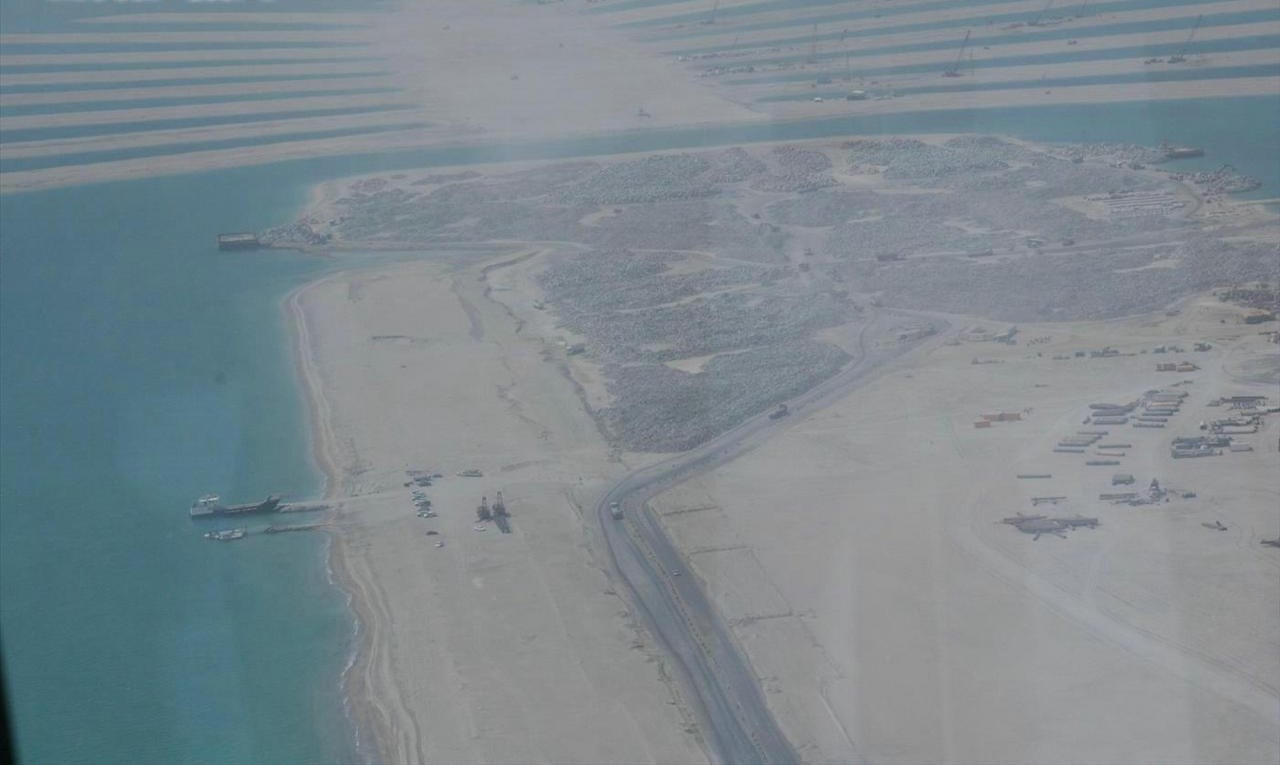
樹幹和樹冠
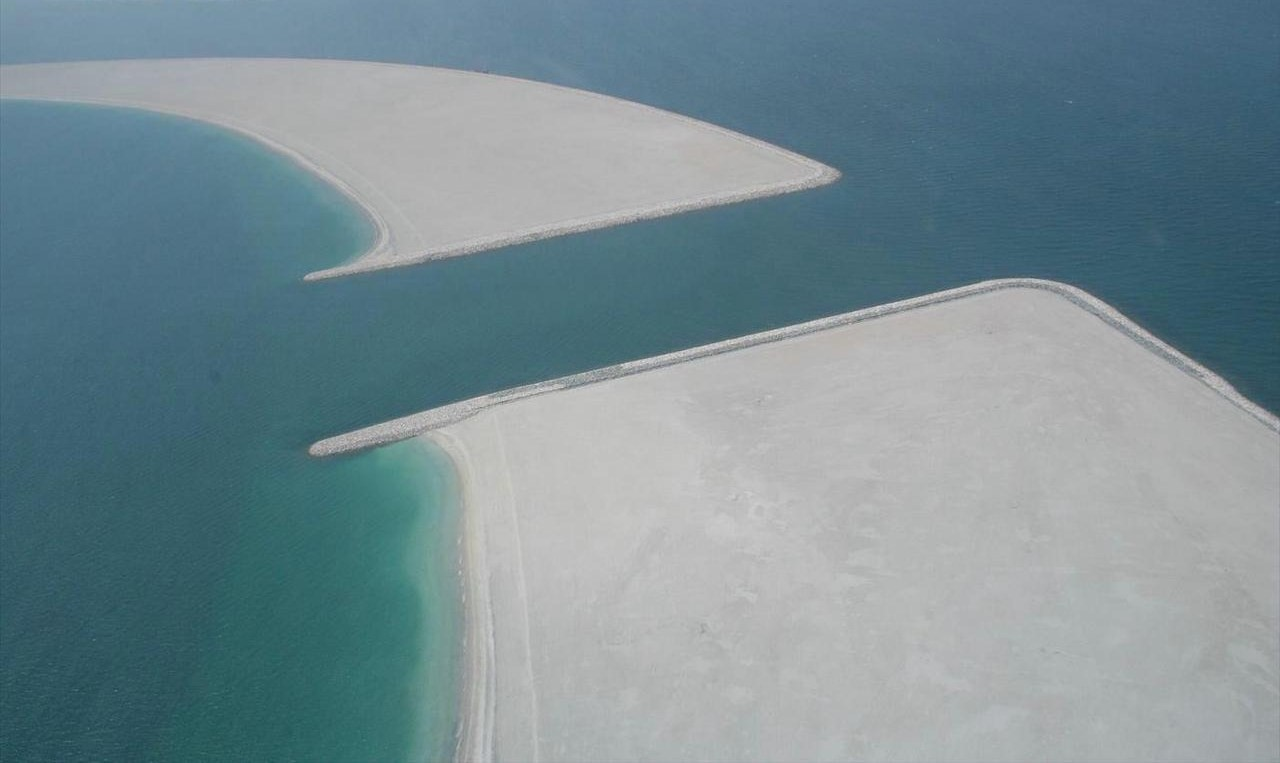
新月島
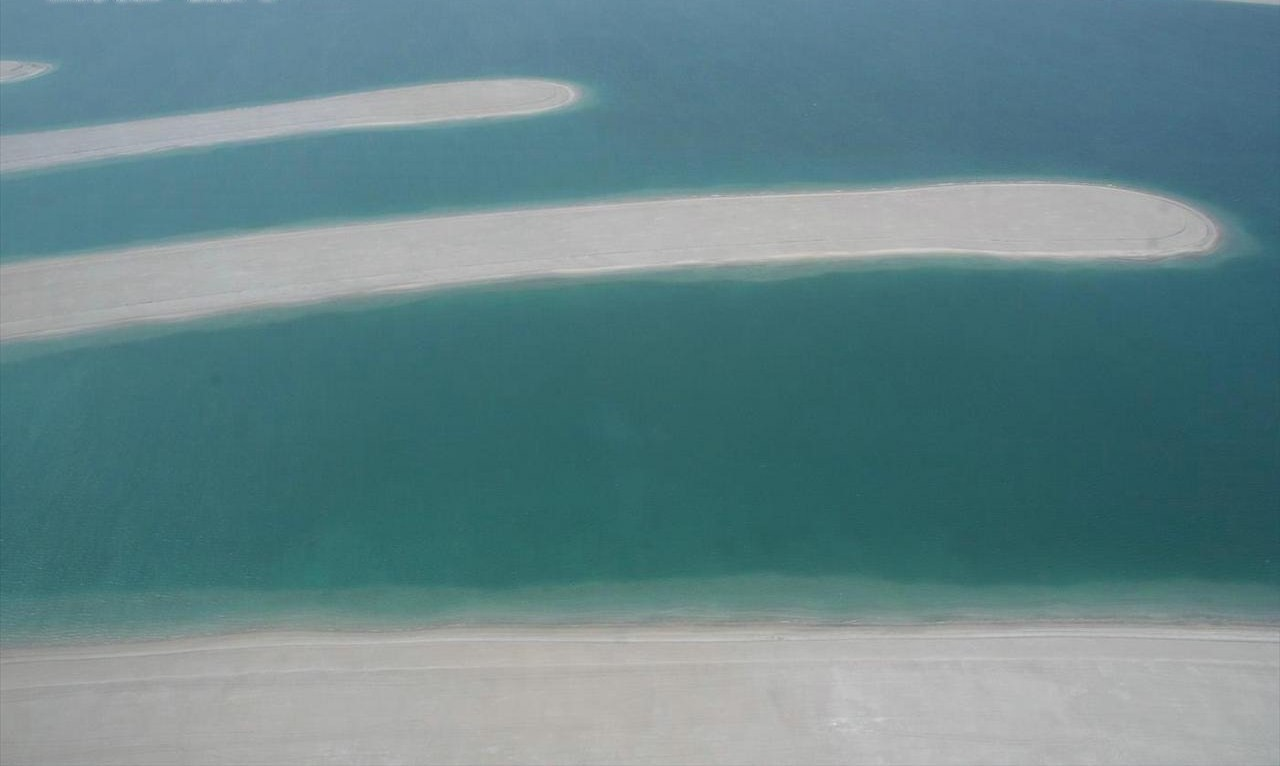
葉子
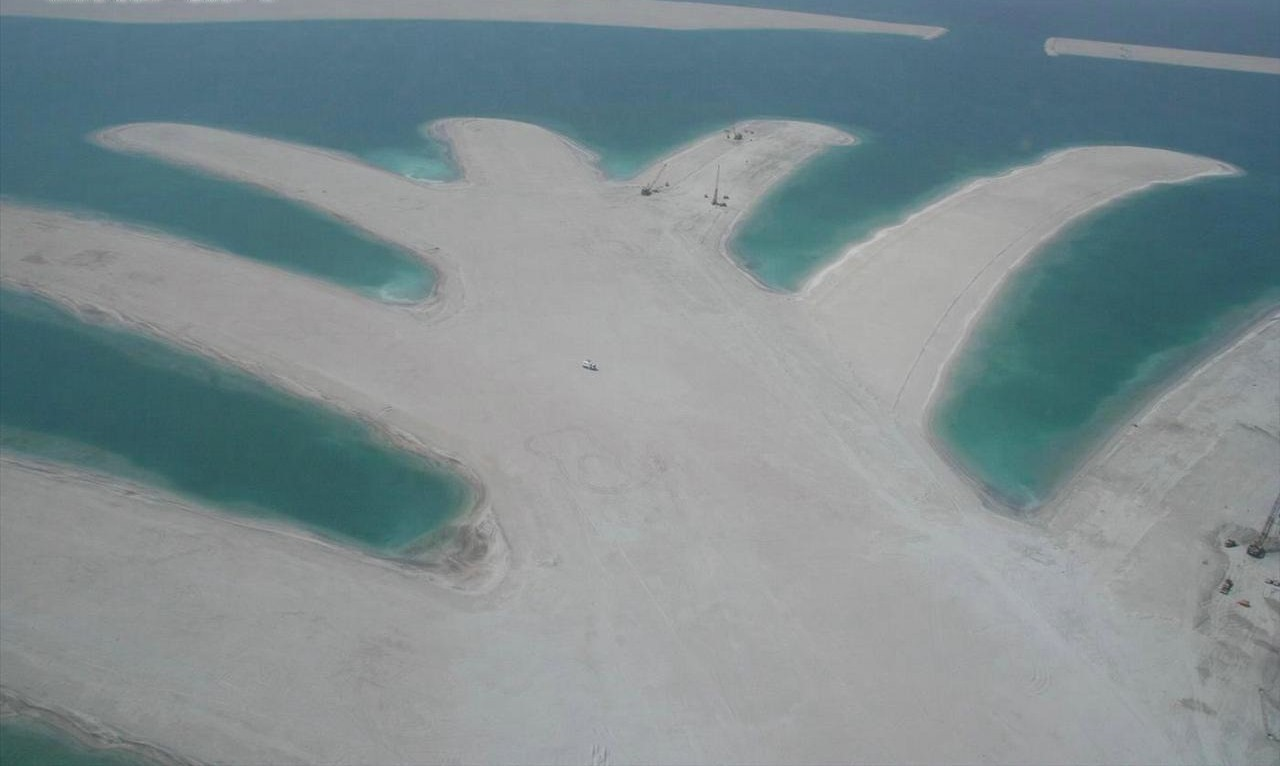
樹冠

## 外部連結
- 棕櫚群島官方網站
- Nakheel 公司網站
- 棕櫚群島物業代理 （页面存档备份，存于）
- 棕櫚群島 資訊和圖片